# František Jílek-Oberpfalcer
František Jílek-Oberpfalcer (9. srpna 1890, Růžov – 6. března 1973, Praha) byl český jazykovědec, vysokoškolský pedagog a překladatel.

## Život
Narodil se jako František Oberpfalcer, syn domkáře Jana Oberpfalcera v Růžově a matky Rosy, rozené Kubíčkové. Příjmení Jílek přijal v roce 1946 podle matky svého otce.
Vystudoval gymnázium v Českých Budějovicích a v letech 1910–1914 Filosofickou fakultu Univerzity Karlovy v Praze. Rigoróza z filologie slovanské a jazykozpytu (nyní jazykověda), z filosofie. Ve válečném roce 1916 byl promován sub summis auspiciis Imperatoris, jako kadet-aspirant pěšího pluku č. 91, doktorem filosofie.
Po působení na Ministerstvu národní obrany (1919–1927) se stal pedagogem, nejprve středoškolským a po habilitaci v roce 1935 univerzitním na Univerzitě Karlově. Od roku 1929 učil se sníženým úvazkem, od roku 1931 se již plně věnoval vědecké činnosti.
Oženil se 27. dubna 1920 s Liduškou Hemerovou.
Věnoval se mnoha oborům, včetně dialektologie, zejména z oblastí jižních Čech a Podkrkonoší, historické mluvnice, ve zkoumání argotu a slangu nebo jazykového humoru (např. slovních hříček) byl v českém prostředí průkopníkem atd.
Za druhé světové války cestoval po území protektorátu a přednášel o českém jazyce, čímž podporoval národní cítění. Ze stejné doby jsou také některé jeho silné apelující stati jako Krásná, čistá, svatá řeč mateřská (1945) a Je ctí být Čechem (v Kalendáři středoškolského studentstva 1940/1941). Po válce naopak apeloval na počešťování německých příjmení, tehdy také začal vedle rodného příjmení Oberpfalcer používat i příjmení Jílek po babičce.
V letech 1932 až 1948 byl členem redakční rady časopisu Naše řeč. Věnoval se také jazykové redakci vydání české beletrie (např. Komenského Orbis pictus nebo Karafiátovi Broučci) a překladatelství. Od roku 1946 vyučoval jako profesor na filozofické fakultě Univerzity Karlovy. V roce 1960 odešel do penze.
Genderová lingvistka Jana Valdrová považuje Františka Oberpfalcera za hlavního iniciátora toho, že po vyhnání Němců bylo prosazeno plošné přechylování příjmení. Před válkou se, pod vlivem kontaktu s německou menšinou, vyskytovala i jména typu Anna Procházka či Eva Vykopal. Tématu přechylování se Oberpfalcer věnoval dlouhodobě, například začátkem 30. let v článcích:
- Přechylování jmen jako výraz rozdílu v pohlaví, I., Naše řeč, ročník 16 (1932), číslo 7, s. 193–199
- Přechylování jmen jako výraz rozdílu v pohlaví, II., Naše řeč, volume 16 (1932), issue 8, pp. 225–232
- Přípona -yni, -yně při přechylování, Naše řeč, volume 17 (1933), issue 1, pp. 5–11

### Ocenění
Emil Dvořák v článku k Oberpfalcerovým 80. narozeninám vyzdvihl jeho knihu Jazyk knih černých, jinak smolných z roku 1935, kde se Oberpfalcer věnoval zápisům výpovědí zapsaných v knihách útrpného práva (tj. např. při mučení).

## Dílo
Napsal větší množství odborných prací, nejen úzce jazykovědného zaměření, např.:
- Skladba neurčitých zájmen v jazyce staročeském – dizertační práce (1916)

- O jazyce mateřském (1919)
- Jazykozpyt (1932)
- Rod jmen v češtině (habilitační práce, 1933)
- Jazyk knih černých, jinak smolných (1935)
- Nejstarší české hry divadelní (1941)
- Chvála jihočeské řeči (1943)
- Jak žili naši otcové (1946)
- Čeština je jazyk vtipný (1956, 2. vydání 1958, přepracované 3. vydání Vtipná čeština 1967)
- Česká sémantika (1956)
- Jihočeský člověk a jeho řeč (1961)

Je uveden r. 1914 jako překladatel ze sanskrtu novely Nepředložené jednání neznámého indického autora v 1000 nejkrásnějších novel ... č. 72
Pozůstalost Františka Jílka-Oberpfalcera je uložena v Památníku národního písemnictví.